# 隆盖斯
隆盖斯（法語：Longuesse，法語發音：[lɔ̃ɡɛs] ⓘ）是法国法兰西岛大区瓦兹河谷省的一个市镇，属于蓬图瓦兹区。

## 地理
隆盖斯（49°3'44"N, 1°55'56"E）面积8.5 平方千米，位于法国法蘭西島大區瓦兹河谷省，该省份为法国北部内陆省份，北起瓦兹省，西接厄尔省，南至塞纳-圣但尼省、上塞纳省和伊夫林省，东临塞纳-马恩省。
与隆盖斯接壤的市镇（或旧市镇、城区）包括：维尼、蒙西扬河畔加永、阿布莱日、孔代库尔、萨日、瑟兰库尔、泰梅里库尔。

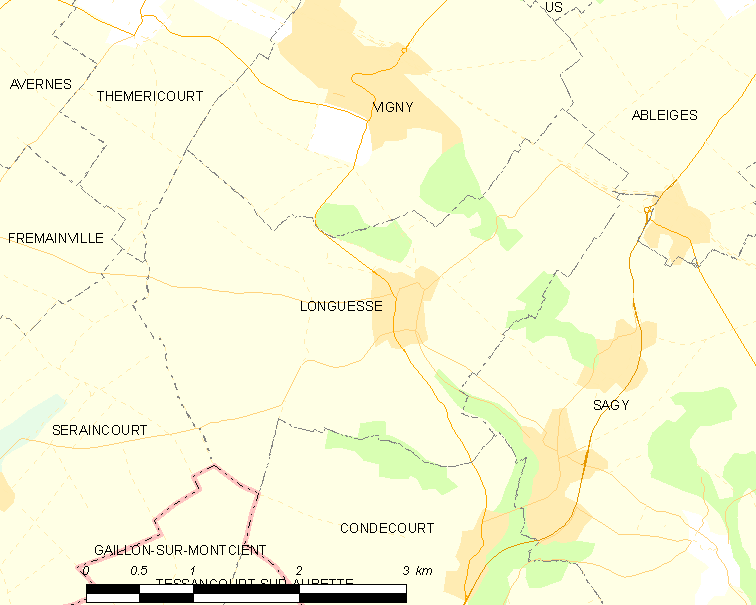
隆盖斯的OSM定位图

隆盖斯的时区为UTC+01:00、UTC+02:00（夏令时）。

## 行政
隆盖斯的邮政编码为95450，INSEE市镇编码为95348。

## 政治
隆盖斯所属的省级选区为沃雷阿勒县。

## 人口

1962-2008年间隆盖斯人口变化图示

隆盖斯于2022年1月1日时的人口数量为505人。